# Albert Roussel
Albert Charles Paul Marie Roussel (Tourcoing, 5 de abril de 1869-Royan, 23 de agosto de 1937) fue un compositor francés, que junto a Jean Cras y Antoine Mariotte, formó parte de la trilogía de compositores-marinos franceses.
Con Debussy y Ravel, fue una de las principales figuras de la música francesa de la primera mitad del siglo XX. Sus obras más conocidas son El festín de la araña, el ballet Bachus et Arianne y la Tercera Sinfonía.

## Biografía

### Años de juventud

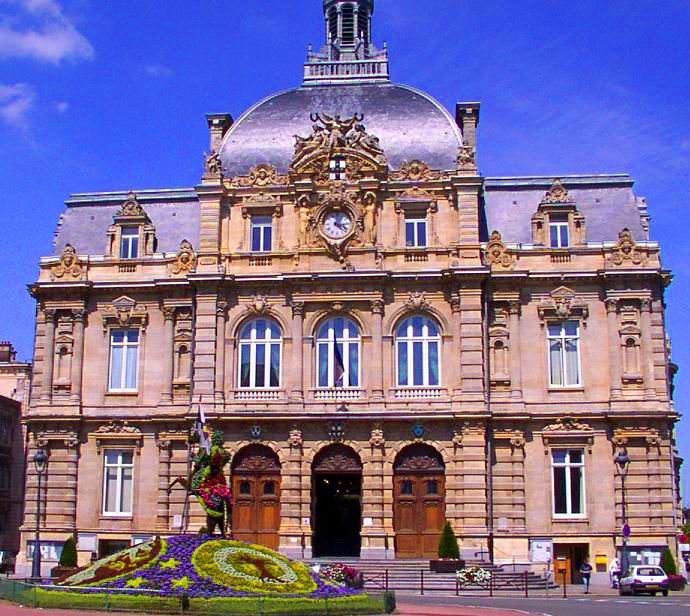
Ayuntamiento de Tourcoing, donde el abuelo de Albert Roussel fue alcalde.

Albert Roussel nació 5 de abril de 1869, en el seno de una familia de la industria textil de la alta sociedad de Tourcoing, pequeña ciudad del norte de Francia, en los Flandes franceses, muy próxima a la frontera belga. Su padre murió en 1870, cuando Albert aún no tenía un año de edad, de tuberculosis y en el año 1877, cuando no tenía ocho años y también de tuberculosis, falleció su madre, Louise, quedando huérfano. Le afectó mucho la muerte de su madre y su abuelo Charles Roussel-Defontaine, alcalde de Tourcoing le acogió en su casa, hasta su muerte en 1880, cuando el joven Albert tenía sólo once años. Una de sus tías, casada con Félix Réquillart, a la muerte del abuelo le llevó a vivir con ellos.
Todos los años, la familia iba a pasar el verano a Heyst, en la costa flamenca. Roussel tendrá toda su vida un gran amor por estos parajes, amor que se extenderá a todo lo belga. (Estudió las canciones flamencas y le gustaban las corales de trabajadores que escuchó en el concurso de Bruselas). En 1935 se decidió a componer una Rapsodia Flamenca, Op. 56 y más tarde, una gran ópera, Le temeraire, op. 59 (que no pudo acabar), que narraba la rebelión y nacimiento de la nación belga).
El arte era una parte importante de toda educación respetable y Roussel pronto mostró una buena disposición para la música. La organista de Tourcoing, Mlle Decrème, le dio clases de piano e incluso sugirió que emprendiese una carrera de virtuosista. Pero el héroe de su infancia fue, sin duda, Julio Verne, que le hizo soñar con aventuras y mundos desconocidos. Las estancias con sus primos en las playas belgas de Heyst le despertaron una gran afición por el mar.

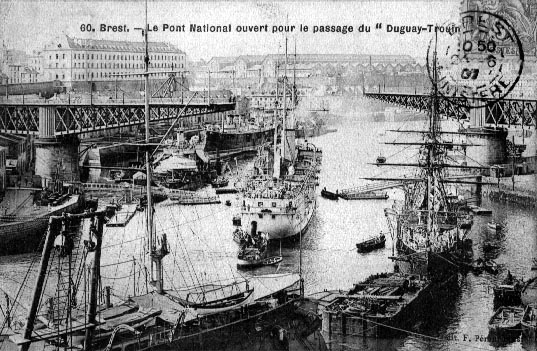
El puerto militar de Brest en 1901.

A los quince años, ingresó en el Collège Stanislas de París —fue compañero de Edmond Rostand— y tuvo como profesor de música a Jules Stold, organista de San Ambrosio, que le descubrió e hizo amar las grandes obras, las Sonatas de Mozart, la Séptima de Beethoven, a Bach y a Chopin. Tras obtener el bachillerato, llevado por su vocación de marino, ingresó en la «École Navale» en 1887. Hizo sus estudios en el buque-escuela Borda, anclado en el puerto militar de Brest. Los años siguientes Roussel descubrió las largas travesías por el Atlántico y el Índico hacia Oriente, de Francia a Indochina. Se embarcó en el Melpomène, barco en el que dirigía una pequeña orquesta y un coro, además de tocar en la misa. Por esa época comenzó a componer.
En 1892 tuvo problemas de salud y pasó una larga convalecencia en Túnez. Sin ninguna formación técnica, Roussel emprendió la composición de una ópera, escribió una Fantaisie para violín y piano y un Andante, Ave María para cuerdas y órgano, que fue estrenada en diciembre de 1892 en una escala en la catedral de Cherbourg (la impericia de Roussel se manifiesta en que se ejecuta en una clave incorrecta, la de sol.
En 1893 fue nombrado teniente de navío y destinado al acorazado Styx, con el que hizo una travesía a la Cochinchina, como parte de la movilización en el área.
Espoleado por sus inicios musicales prometedores, compuso una Marche Nuptialle, una pieza que Calvé (un oficial compañero suyo y hermano de una distinguida cantante de ópera) le prometió mostrar a Édouard Colonne. Calvé le dijo a Roussel que el veredicto fue favorable, aunque años más tarde se supo que Calvé nunca enseñó la composición al director. Roussel solicitó un largo permiso y se instaló, a finales de 1893, en Roubaix con su familia. Comenzó entonces sus primeros estudios musicales con Julien Koszul, director de la «École nationale de musique» de Roubaix. En octubre de 1894, a los 25 años y ya convencido de sus dotes musicales y también debido a su mala salud, decidió abandonar su carrera de marino para dedicarse plenamente a la música y se trasladó a París.

### Los años de aprendizaje en París
En París tuvo como profesor a Eugène Gigout (1844-1925), con quien estudió piano, órgano, armonía, contrapunto y fuga. Fue la influencia más decisiva de su vida, un maestro que le enseñó a conocer bien a Bach y a dominar el arte de la fuga y la técnica contrapuntistica.
En el año 1897, presentó dos pequeñas obras suyas al concurso de la «Société des auteurs, compositeurs et éditeurs de musique» (SACEM), bajo dos anónimos diferentes. Eran los Deux Madrigales a 4 voces, que fueron premiados ex aequo y estrenados bajo su dirección en un concierto celebrado en la Salle Pleyel. Compuso luego una pieza para piano titulada Les heures passent (1898), obra que consideró, a los treinta años, su Opus 1.
Gracias a Antoine Mariotte —otro compositor tránsfuga de la Marina— conoció a Vincent d'Indy en 1898, e ingresó en la Schola Cantorum, recién fundada en París en 1894 por Charles Bordes, Alexandre Guilmant y el propio d'Indy. Tras unos años de estudio, D'Indy le ofreció el puesto de profesor de contrapunto en 1902, puesto que desempeñara hasta 1914 y donde tuvo como alumnos a destacados compositores, como Erik Satie (1905), Edgar Varèse, Roland-Manuel, Paul Le Flem, Rodolphe Mathieu, Knudåge Riisager y Stan Golestan. En la Schola, Roussel aprendió orquestación y descubrió y estudió en profundidad a otros compositores como Charpentier, Rameau y Monteverdi.
En el año 1901 compuso un Quintette para cuarteto de cuerdas y trompa y una Sonata para violín y piano, sonata que luego destruyó. (También destruyó, años más tarde, otra pieza Vendanges (1905), un fragmento sinfónico que incluso llegó a estrenar en los Conciertos Cortot).
En 1902 fue declarado no apto para la Marina por razones de salud. Compuso el Trio opus 2 (1902), y los Quatre Poèmes de Henri Régnier (1903), una obra cuya tercera canción era ya muy original (y que puede considerarse como una de las cimas de la «mélodie» francesa): Un jardin mouillé (Un jardín mojado). Luego escribió Résurrection opus 4 (1903), un preludio sinfónico —basado en la novela de León Tolstói de 1899, en la que criticaba las instituciones religiosas y que le supuso la excomunión— que Cortot estrenó en 1904. Algunos compositores presentes en el estreno comenzaron a prestar atención a este joven músico, siendo Charles Koechlin uno de los que más crédito le dio. En esta obra aún sigue bajo la influencia de Franck y D'Indy, pero así como enseguida se desembarazó del lirismo del primero, el evangelio d'indysta le acompañó en todas las obras de esta primera etapa (que podría abarcar hasta la Primera Sonata para violín y piano opus 11): formas cíclicas y desarrollo temático fueron los principios compositivos que siempre consideraba esenciales.
En la obra para piano Rustiques opus 4 (1904-06), la voz personal de Roussel ya comenzó a reconocerse, una voz delicada, sutil, profunda, que trata de la naturaleza, de los árboles, de sus murmullos y claroscuros, una música emocionante pero sin la complacencia romántica, elocuente pero no enfática. Esos mismos años (1904-06) compuso su primer gran trabajo orquestal, el Poème de la Forêt en cuatro movimientos —Forêt d'hiver, Renouvres, Soir d'été and Faunes et Dryades— obra que es su Sinfonía n.º 1, opus 7. Pese a su apariencia y a que el primer movimiento es una representación maravillosa de una ventisca del invierno, la obra no es una obra impresionista o descriptiva. La obra fue un completo éxito que comenzó en el propio concierto de estreno por Chevillard, cuando el público joven al finalizar «Faunes et Dryades» comenzó a aplaudir sonoramente, una acogida que contrastó con los silbidos que le dispensó a la Fantasie para arpa y orquesta de Théodore Dubois, interpretada en el mismo concierto.
A partir del Divertissement opus 6, para flauta, oboe, clarinete, bajo, trompa y piano, la música de Roussel se acerca a las investigaciones que por esa misma época estaba haciendo Stravinski, sin conocerse, un lenguaje despojado, con una importante concepción rítmica, más lineal y transparente de lo que lo serán Petrouska y La Sacre de printemps unos años después. Ese mismo año también compone Le Marchand du sable qui passe opus 13 (1908) un cuento lírico de Georges Jean-Aubry estrenado en Le Havre, en el que solo con una flauta, un clarinete, una trompa, un arpa y un cuarteto de cuerdas crea unas sugestivas atmósferas, que nada tienen ya ver con la obsesión por la variación temática de los scholistas.
El 7 de abril de 1908 se casó con Blanche Preisach, una relación que le hizo muy feliz, que consideró siempre lo mejor de su vida, y de la que dirá:

Nos amamos tanto que no necesitamos nada más que nuestro mutuo amor.
Nous nous aimons tant que nous n'avons rien besoin d'autre que de notre mutuel amour.
Albert Roussel

Tres obras para piano —la Suite opus 14 (1909-10), las Évocations opus 15 (1909-10) (según D. Calvocoressi) y la Sonatina opus 16 (1912)— son las obras culminantes de este segundo periodo rousseliano.
Tras acabar ese mismo año 1908 sus estudios en la Schola Cantorum de París, permaneció en ella como profesor de contrapunto. En 1909, el matrimonio realizó el viaje de novios pendiente, un viaje de cuatro meses de duración por el sudeste asiático, por la India y por Camboya. Lo visto en el viaje le sirvió de inspiración para su obra orquestal Évocations opus 15 (1910-11) (según D. Calvocoressi).
Comenzó a ser reconocido en el mundo musical y en el año 1909 se le dedicó un festival, interpretándose alguna de sus obras. Ya comienza a tener un nombre y en 1911 J. Roucha le encargó la composición de un ballet para el Théâtre des Arts. Comenzó a componer el ballet Le Festin de l'Araignée opus 17 (con libreto de Gilbert de Voisin y coreografía de Léo Staats), que acabó en 1913 y que será una de sus obras más conocidas en forma de suite sinfónica y que le distingue ya como un compositor de primera fila.

### La Primera Guerra Mundial
El éxito de El festín de la araña le supuso el encargo de una ópera, lo que le permitió renunciar en 1914 a su puesto de profesor en la Schola. El tema que eligió le fue sugerido por un comentario en su viaje de novios de un turista inglés (que luego supo que era James Ramsay MacDonald, que llegó a ser Primer ministro del Reino Unido), que le habló de la leyenda hindú de Padmavati, comentario gracias al que él y Blanche conocieron las ruinas de Tchitor. Solicitó el libreto a Louis Laloy pero la guerra le impidió acabar la obra, aunque estaba muy avanzada. En 1914, al iniciarse la Primera Guerra Mundial, y pese a que fue declarado no apto, decidió participar como conductor de la Cruz Roja. En 1915 fue admitido como voluntario en el XIII Regimiento de Artillería —participando como conductor en una columna de transporte que abasteció el frente en Champagne, Verdún y el Somme— y llegó a ser oficial. Volvió a sufrir una crisis de salud y en enero de 1918 es declarado inválido. La guerra le entristeció profundamente. Curiosamente nunca protestó ni escribió nada contra la guerra, y, aún más curioso, la música que compuso por esos años siempre fue alegre y vitalista.

Uno se siente más y más tentado a aislarse de la demencia universal y a refugiarse en el mundo admirable de la música divina
On se sent de plus en plus porté à s'isoler de la démence universelle et à se réfugier dans le monde admirable de la divine musique.
Albert Roussel

Tras ser desmovilizado se instaló en Perros-Guirec (Bretaña), donde retomó y acabó en forma de ballet-ópera, tan querida a Rameau, Padmâvati, que el programa sitúa en «Tchitor, hacia 1300. Historia verídica de Padmâvatî, reina de Tchitor en que la ciudad es asediada por Aladino, sultán de los mongoles». Compuso luego su Sinfonía n.º 2, opus 23, que le ocupará desde 1919 a 1921. La obra fue dedicada al compositor Rhené-Batón (1879-1940) y requiere una orquesta de grandes efectivos, incluyendo tres percusionistas, dos arpas y una celesta.

Costa de Varengeville (Cuadro de Monet).

En 1920, atraído por el paisaje de la costa adquirió una espléndida villa (llamada Vasterival) en Saint-Marguérite-sur-la-Mer, una propiedad al borde del mar cercana a Varengeville-sur-Mer, en la costa normanda, donde vivió el resto de su vida en compañía de su mujer, un lugar de retiro que romperán solo sus amigos. Es un paraje de gran encanto, tranquilo, que también atrajo a numerosos artistas, como Georges Braque, Claude Monet o Georges de Porto Riche, todos ellos enterrados en el soberbio cementerio marino que domina los acantilados de la costa).
En 1923 se estrenó Padmavati en el Teatro de la Ópera de París, con gran éxito ya que tuvo veinticinco representaciones. (Padmâvatî raramente se representó posteriormente debido a la suntuosidad de los medios coreográficos y escénicos que exige.) Comenzó a enseñar a Bohuslav Martinu, que va a París a aprender con Roussel.
Las siguientes composiciones se inspiran en la tradición greco-latina, como en su obra La Naissance de la Lyre (1922-23) (que luego seguirá con el ballet Bacchus et Ariane (1930) y Aeneas (1935).
Tras la muerte de Debussy, Ravel y Roussel eran considerados los compositores más importantes de la escuela francesa y por ello se celebraron muchos actos para festejar el sexagésimo cumpleaños de Roussel. Las conmemoraciones incluyeron un festival de una semana de duración en París en el que se interpretaron muchas de sus obras, y que incluyó el estreno de su obra Salmo LXXX (de 1928). Coincidiendo con el festival, la «Revue Musicale» le dedicó un número especial, que incluía obras de siete compositores compuestas en su honor:
- A. Roussel, para la flauta, voz y piano, de Maurice Delage (poema de René Chalupt);
- Sur le nom d'Albert Roussel, para piano, de Arthur Honegger;
- Pieza breve para piano sur le nom d'Albert Roussel, de Francis Poulenc;
- Berceuse para piano, de Alexandre Tansman;
- Fox-Trot para piano, de Conrad Beck (estudiante de Roussel);
- Fanfarria para piano, de Arthur Hoerée (amigo y, más adelante, biógrafo de Roussel);
- Quatrain à Albert Roussel, para voz y piano de Darius Milhaud (verso de Francis Jammes);

Los tributos musicales eran cortos —los siete juntos duran solo dieciséis minutos— pero muestran la estima que sus pares le dispensaban. Roussel funcionó en ese tiempo como el más viejo estadista de la generación más joven de compositores franceses, como Poulenc, Honegger, Milhaud e Ibert, proporcionándoles ayuda y estímulo. Poulenc fue siempre un gran admirador de Roussel.
Para festejar el cincuentenario de la Orquesta Sinfónica de Boston, Serge Koussevitzki le encargó una obra (como hizo también con Ravel —Concierto para piano—, Gershwin —Segunda Rapsodia—, Prokófiev —Sinfonía n.º 4—, Hindemith —Música Concertante para cuerdas y metales—, Stravinski —Sinfonía de los Salmos— y Howard Hanson) y en 1930 viajó por vez primera a los Estados Unidos para asistir al estreno de la Tercera Sinfonía. El éxito fue enorme y Koussevitzky dijo de la obra que era una «obra maestra inclasificable y la sinfonía francesa más grande escrita hasta la fecha».

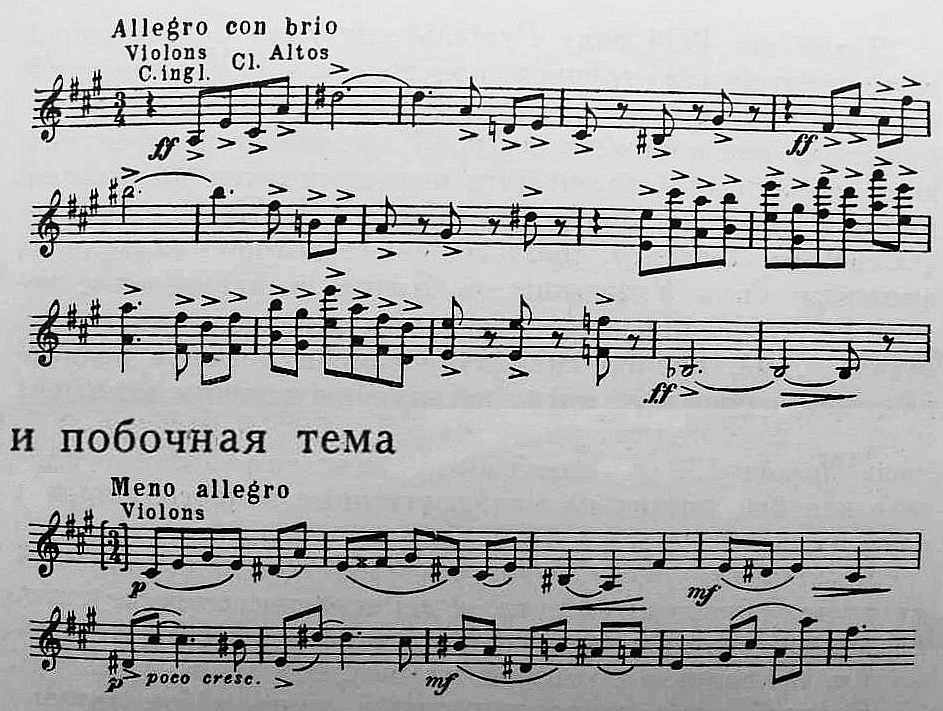
Roussel Sinfonía n.º4, part 1.

En 1935 un gran fuego amenazó su villa de Vasterival, donde guardaba todas sus pertenencias y composiciones y aunque se pudo controlar, su salud sufrió un duro quebranto. En 1936 es designado presidente de la sección de música de la Exposición Nacional de París, y colabora en la organización hasta que sufre una angina de pecho. En agosto se retira a Royan (en el estuario del Garona, cerca de Burdeos) para reposar y reponerse. En una de las últimas cartas escritas desde Royan a su mujer, a Fratzele como él cariñosamente la llamaba, le escribió:

Podrás decir con orgullo, escuchando la música que mis oídos no escucharan más: “Soy yo y solo yo quien ha sido inspiradora“ ya que es del amor que salen todas las bellas sinfonías.
«Je m’en vais avant toi […] tu pourras dire avec orgueil, en entendant la musique que mes oreilles n’entendront plus: “C’est moi et moi seule qui ait été l’inspiratrice” car c’est de l’amour que sortent toutes les belles symphonies».
Albert Roussel

En el año 1937, Roussel desestimó que sus obras sean interpretadas en el Festival de la S.C.M, prefiriendo que su lugar lo ocupasen otros compositores más jóvenes. Se estrenó en la Ópera de París la opereta Le Testament de la Tante Caroline, con gran éxito y compuso su última obra completa, el Trio d'arches, que es una de sus mejores obras de cámara. El 13 de agosto de 1937, en Royan, sufrió un nuevo y fuerte ataque cardíaco, que le confinó en la cama. Murió en la madrugada del 23 de agosto, a los sesenta y ocho años. El último músico-caballero («musicien-chevalier», según la bella expresión del compositor y biógrafo, Arthur Hoérée) reposa en Varengeville-sur-Mer, frente al azul del océano.

¡La mar, mi Fratzele, la mar!.. No hay nada ás bello en el mundo, ¿no es verdad? y es frente a la mar donde iremos a acabar nuestras existencias y que iremos a dormir para escuchar todavía a lo lejos su eterno murmullo.
La mer, ma Fratzele, la mer !...Il n'y a rien de plus beau au monde n'est-ce pas? Et c'est en face de la mer que nous irons finir nos existences et que nous irons dormir pour entendre encore au loin son éternel murmure.
Albert Roussel

Roussel quiso que todos sus manuscritos y bocetos inacabados fuesen destruidos, cometido que su esposa, dolorosamente, llevó a cabo.
Un colegio de Tourcoing, y una calle de Ruan llevan su nombre.
En 1992 se creó el «Centre International Albert-Roussel», (CIAR) presidido por el tenor Damien Top, encargado de promover la obra del compositor. El CIAR promueve desde 1997 el «Festival International Albert Roussel», un festival anual que se celebra en el otoño, que en el año 2006 celebró su X edición. Como un reflejo de la cultura franco-flamenca, se celebra conjuntamente en Nord-Pas-de-Calais, en Normandía y en Bélgica, en donde Roussel nació y vivió, y también quiso apasionadamente.

## Su música

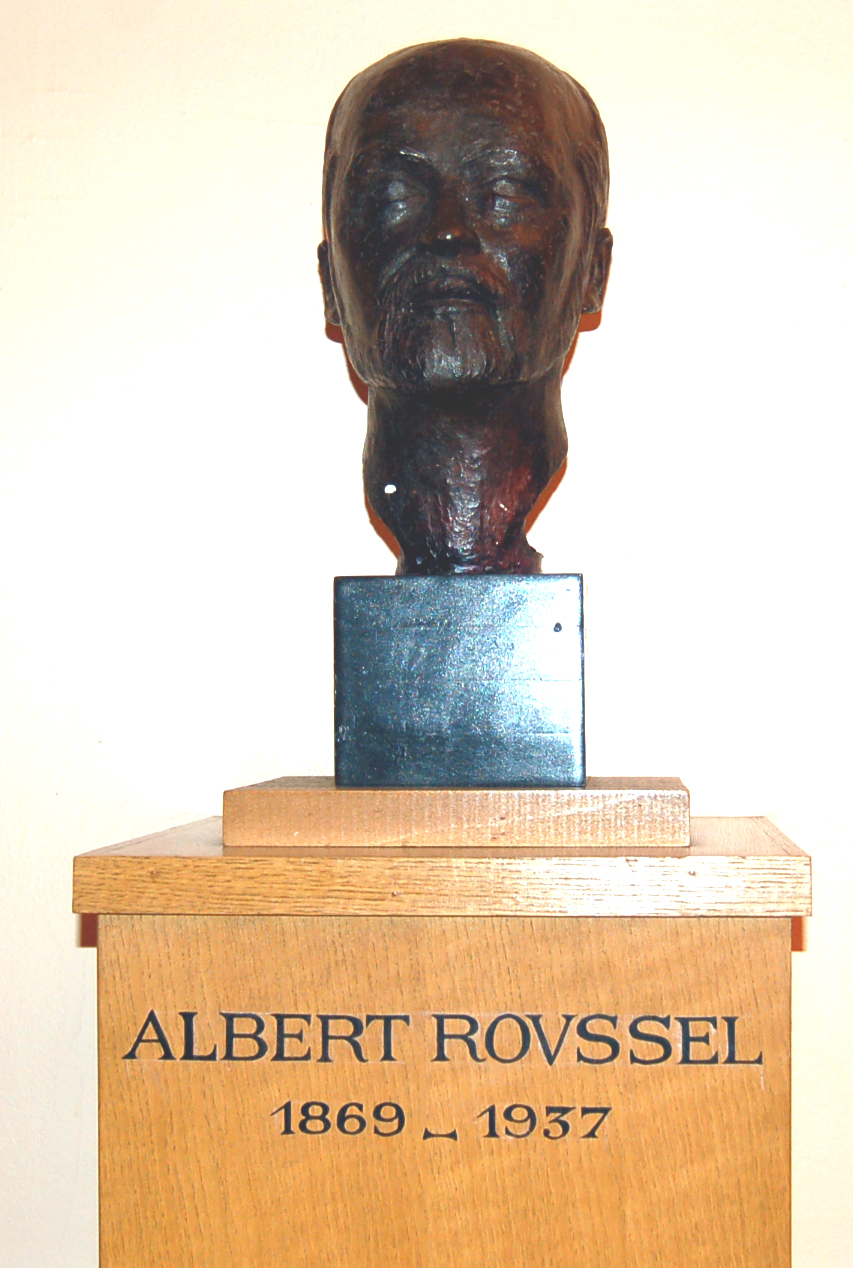
Busto de Albert Roussel en la sala Cortot de París.

Roussel dirá que como en la vida, él se consideraba un huérfano en la música (como Berlioz). Messiaen dirá:

(...) toda la música francesa me parece hoy polarizada por Albert Roussel y el primer Stravinsky.
(...) toute la musique française me semble aujourd'hui polarisée par Albert Roussel et le premier Stravinsky.
 Olivier Messiaen

Músico muy respetado, influido por Debussy y d'Indy, compuso melodías, sinfonías, músicas de ballets, una ópera-ballet y otras obras inspiradas por sus viajes por el Extremo Oriente. La música de Albert Roussel se basa en un rigor compositivo que presta mucha atención al contrapunto, y que no cae en la tentación de las melodías fáciles y armoniosas. Con una fama antes de la guerra, el hecho de ser fiel a su estilo e indeferente a los contemporáneos, entronca perfectamente con el neoclasicismo que abanderará en cierto momento Stravinski.

## Catálogo de obras
Lista establecida siguiendo el catálogo de Damien Top, del Centro Internacional Albert Roussel.
| Año     | Opus    | Obra | Tipo de obra              | Duración |
| 1892    | s.op.   | Ave María para violín, alto, violonchelo y órgano (destruida). | Música vocal              | -        |
| 1892    | s.op.   | Fantasía para violín y piano (destruida). | Música de cámara          | -        |
| 1893    | s.op.   | Marcha Nupcial para órgano. | Música solista (órgano)   | -        |
| 1895    | s.op.   | Vals lento, para piano. | Música solista (piano)    | -        |
| 1895    | s.op.   | Barcarola, melodía con violín y piano. | Música vocal              | -        |
| 1897    | s.op.   | Deux Madrigales [La campana lentamente tintinea sobre la colina - No os puede dar ni cetro ni corona] (Premio de la Société des Compositeurs en 1898). | Música coral a capela     | -        |
| 1897    | s.op.   | Badinage, para piano. | Música solista (piano)    | -        |
| 1898    | s.op.   | Fuga, para piano. | Música solista (piano)    | -        |
| 1898    | Opus 01 | Pasan horas... op. 1, para piano [Graves, legeres - Joyeuses - Tragiques - Champetres]. | Música solista (piano)    | 12:00    |
| 1899    | s.op.   | Allegro Sinfónico, para órgano. | Música solista (órgano)   | -        |
| 1900    | s.op.   | Tristesse au jardin [Tristeza en el Jardín] (L. Tailhade), para canto y piano. | Música vocal (piano)      | -        |
| 1900    | s.op.   | Les rêves (A. Silvestre) [Los Sueños]. | Música vocal (piano)      | -        |
| 1901    | s.op.   | Sonata para violín y piano. | Música de cámara          | -        |
| 1901    | s.op.   | Quinteto para quatuor para cuerdas y trompa. | Música de cámara          | -        |
| 1902    | Opus 02 | Trío n.º 1, op. 2 para violín, violonchelo y piano. | Música de cámara          | 28:00    |
| 1903    | Opus 03 | Quatre Poèmes (H. de Régnier) [Le Dêpart- Voeu - Le jardin mouillé - Madrigal lyrique] [Cuatro Poemas: La Partida - Deseo - El jardín mojado - Madrigal lírico]. | Música vocal (piano)      | 13:00    |
| 1903    | Opus 04 | Résurrection [Resurrección], preludio sinfónico sobre Tolstoi op. 4. | Música orquestal          | 13:00    |
| 1904    | s.op.   | Tres obras breves para violonchelo y piano. | Música de cámara          | -        |
| 1904    | s.op.   | Conte a la poupée [Cuento para la muñeca] (pub. álbum de la Schola Cantorum) para piano. | Música solista (piano)    | 03:00    |
| 1904-06 | Opus 05 | Rustiques, op. 5 [Danse au bord de l’eau - Promenade sentimentale en forêt - Retour de fête], para piano. | Música solista (piano)    | 18:00    |
| 1904-06 | Opus 07 | Sinfonía n.º 1, El Poema del Bosque op. 7 [Forêt d’hiver - Renouveau - Soir d’été - Faunes et dryades]. | Música orquestal          | 34:00    |
| 1905    | s.op.   | Vendanges [Vendimias], fragmento sinfónico (destruida). | Música orquestal          | -        |
| 1906    | Opus 06 | Divertissementop op. 6 para flauta, oboe, clarinete, bajo, cuerno y piano. | Música de cámara          | 07:00    |
| 1907    | Opus 08 | Quatre Poèmes (H. de Régnier) [Adieux - Invocation - Nuit d'Automne - Odelette], para canto y piano [Cuatro Poemas: Adioses - Invocación - Noche de otoño - Odelette].                                                                                                   | Música vocal (piano)      | 16:00    |
| 1908    | Opus 09 | La Menace, op. 9 (H. de Régnier) [La Amenaza](hay vers. orquestal). | Música vocal (orquesta)   | 07:00    |
| 1908    | Opus 10 | Flammes (G. Jean-Aubry) [Llamas] op. 10, para canto y piano. | Música vocal (piano)      | 05:00    |
| 1907-08 | Opus 11 | Sonata n.º 1 op. 11 para violín y piano. (dedicada a Vincent d'Indy). | Música de cámara          | 32:00    |
| 1907-08 | Opus 12 | Deux poèmes chinois (P. H. Roché) [Ode à un jeune gentilhomme - Amoureux séparés] [Dos Poemas chinos: Oda a un joven gentilhombre - Enamorados separados] (arreglo de Ode a un jeune gentilhomme, para soprano y orquesta de cámara).                                    | Música vocal (piano)      | 04:00    |
| 1908    | Opus 13 | Le Marchand de sable qui passe [El Vendedor de arena que pasa](G. Jean-Aubry), música incidental para un cuento lírico o ballet-pantomima (estrenada en Le Havre, 1908) (hay una suite), opus 13, para cuarteto de cámara, arpa, flauta, clarinete y trompa.             | Música incidental         | 20:00    |
| 1909    | s.op.   | La Danza del Ave Sagrada. | Ballet                    | -        |
| 1909-10 | Opus 14 | Suite pour piano, opus 14 [Prelude - Sicilienne - Bourree - Ronde] (dedicada a Mlle. Blanche Selva). | Música solista (piano)    | 22:00    |
| 1910-11 | Opus 15 | Évocations (D. Calvocoressi) [Les dieux dans l'ombre des cavernes - La ville rose - Aux bord du fleuve sacré] [Evocaciones] op. 15 para tenor, barítono, contralto, coro mixto y orquesta.                                                                               | Música orquestal          | 45:00    |
| 1912    | Opus 16 | Sonatine pour piano, op. 16. | Música solista (piano)    | 11:00    |
| 1912    | s.op.   | Petit canon perpétuel [Pequeño Canon perpetuo], para piano. | Música solista (piano)    | -        |
| 1912-13 | Opus 17 | Le Festin de l'araignée (G. de Voisins) [El Festín de la Araña], ballet-pantomima op. 17. | Ballet                    | 32:00    |
| 1913-18 | Opus 18 | Padmâvatî, ópera-ballet op. 18 (L. Laloy) (2 Suites, una con fragmentos del 1.er acto, otra del 2ºacto) (estrenada en París, Opera, 1 de junio de 1923). | Ópera                     | 100:00   |
| 1918    | Opus 19 | Deux mélodies [Light (G. Jean-Aubry) - A Farewell (E. Olipliant)], para canto y piano. | Música vocal (piano)      | 07:30    |
| 1919    | Opus 20 | Deux mélodies op. 20 (R. Chalupt) [Sarabande - Le Bachelier de Salamanque] [Dos melodías: El estudiante de Salamanca - Sarabanda]. | Música vocal (piano)      | 05:00    |
| 1919    | Opus 21 | Impromptu, op. 21, para arpa. | Música solista (arpa)     | 07:00    |
| 1919    | s.op.   | Doute [Duda], para piano. | Música solista (piano)    | 04:00    |
| 1919-21 | Opus 23 | Sinfonía n.º 2, op. 23. | Música orquestal          | 39:00    |
| 1920    | Opus 22 | Pour une Fête de Printemps [Para una Fiesta de primavera] op. 22, poema sinfónico (dedicada a Eugene Gigout). | Música orquestal          | 12:00    |
| 1920    | s.op.   | L'Accueil des Muses [in memoriam Debussy] [La acogida de las musas], para piano. | Música solista (piano)    | -        |
| 1921    | s.op.   | Fanfare pour un sacre païen [Fanfarria para un sacrificio pagano], para metales y percusión. | Música orquestal          | 02:00    |
| 1922-23 | Opus 24 | La Naissance de la Lyre [El Nacimiento de la Lira], cuento lírico sobre Sófocles, op. 24 (estrenada en París Opera, 1 de julio de 1925) (hay una suite). | Ópera                     | 75:00    |
| 1923    | Opus 25 | Madrigal aux Muses, op. 25 (Gentil Bernard) [Madrigal a las musas], para 3 voces de mujeres a capela. | Música coral a capela     | 05:00    |
| 1924    | Opus 26 | Deux poèmes de Ronsard, op. 26 [Rossignol, mon mignon - Ciel, aer et vens], para flauta y soprano. | Música vocal con flauta.  | 08:00    |
| 1924    | Opus 27 | Joueurs de flûte, op. 27, para flauta y piano. [Pan - Tityre - Krishna - M. de la Pejaudie] [Flautistas] (dedicada a Marcel Moyse, Gaston Blanquart, Louis Fleury y Philippe Gaubert).                                                                                   | Música de cámara          | 10:00    |
| 1924    | Opus 28 | Sonata n.º 2 op. 28 para violín y piano (dedicada a Guy Ropartz). | Música de cámara          | 14:00    |
| 1925    | Opus 29 | Segovia op. 29, para guitarra (o piano) (dedicada a Andrés Segovia). | Música solista (guitarra) | 03:00    |
| 1925    | Opus 30 | Serenade op. 30 para flauta, violín, alto, violonchelo y arpa [Serenata]. | Música de cámara          | 16:00    |
| 1925    | s.op.   | Dúo para bajo y contrabajo o violonchelo. | Música de cámara          | 04:00    |
| 1926    | Opus 31 | Odes anacréontiques, op. 31 (trad. L. de Lisle) [ Ode XVI: Sur lui-même - Ode XIX: Qu’il faut boire - Ode XX: Sur une jeune fille,], para canto y piano (n.º 1 orquestadas) [Odas anacreónticas op. 31: Acerca de él mismo. Que hay que beber. Acerca de una joven].     | Música vocal (piano)      | 04:30    |
| 1926    | Opus 32 | Odes anacréontiques, op. 32 (trad. L. de Lisle) [Ode XXVI: Sur lui-même - Ode XXXIV: Sur une jeune fille - Ode XLIV: Sur un songe], para canto y piano (n.º 1 y 2 orquestadas) [Odas anacreónticas op. 32: Acerca de él mismo. Acerca de una joven. Acerca de un sueño]. | Música vocal (piano)      | 04:30    |
| 1926    | Opus 33 | Suite en fa op. 33 [Prélude - Sarabande - Gigue] [Koussevitzky, Boston, 21 Jan 1927]. | Música orquestal          | 14:00    |
| 1926    | s.op.   | Le Bardit des Francs (Chateaubriand), coros a 4 voces de hombre a capela, o coros a 4 voces de hombre con acompañamiento de metales y batería. | Música coral a capela     | 06:00    |
| 1926-27 | Opus 34 | Concert pour petit orchestre, Opus 34 [Concierto para pequeña orquesta]. | Música orquestal          | 12:00    |
| 1927    | Opus 35 | Deux poèmes chinois (P. H. Roché) [Des fleurs font une broderie - Réponse d'une épouse sage], para canto y piano [Dos poemas chinos: Flores hacen un bordado - Respuesta de una esposa prudente].                                                                        | Música vocal (piano)      | 05:00    |
| 1927    | Opus 36 | Concerto pour piano, Opus 36, para piano y orquesta op. 36. | Música concertante        | 17:00    |
| 1927    | s.op.   | Sarabande [for L’éventail de Jeanne], ballet (cond. Désormière, París, 16 de junio de 1927) [Sarabanda, del abanico de Jeanne]. | Ballet                    | 03:00    |
| 1927    | s.op.   | Vocalise n.º 1 (Lemoine), para canto y piano. | Música vocal (piano)      | 02:00    |
| 1928    | Opus 37 | Salmo LXXX, Quis regis Israel op. 37 para tenor, coro y orquesta. | Música coral              | 22:00    |
| 1928    | s.op.   | O bon vio oú as-tu crú, canción de campesinos armonizada, para canto y piano [O buen vip, ¿dónde creciste?]. | Música vocal (piano)      | -        |
| 1928    | s.op.   | Vocalise n.º 2 (Vocalise-Etude) (Leduc), para canto y piano (arreglada para varios instrumentos y piano, como Aria n.º 2). | Música vocal (piano)      | 02:30    |
| 1928    | s.op.   | Aria (basada en la vocalización n.º 2), para piano (u orquesta) y solo (madera o cuerda). | Música orquestal          | -        |
| 1928    | Opus 38 | Jazz dans la nuit (R. Dommange), para canto y piano [Jazz en la noche]. | Música vocal (piano)      | 04:00    |
| 1929    | Opus 39 | Petite Suite pour orchestre [Aubade - Pastorale - Mascarade] [Pequeña Suite op. 39]. | Música orquestal          | 14:00    |
| 1929    | Opus 40 | Trío n.º 2, op. 40 para flauta, alto y violonchelo. | Música de cámara          | 14:00    |
| 1929    | Opus 41 | Preludio y Fughetta op. 41, para órgano (dedicada a Nadia Boulanger). | Música solista (órgano)   | 05:00    |
| 1929-30 | Opus 42 | Sinfonía n.º 3 op. 42 [Boston SO, cond. Koussevitzky, Boston, 24 Oct 1930]. | Música orquestal          | 24:00    |
| 1930    | Opus 43 | Bacchus et Ariane (A. Hermant), ballet (2 Suites, una del 1º acto del ballet y otra del 2º) [Baco y Ariane]. | Ballet                    | 36:00    |
| 1931    | Opus 44 | Deux ldylles, op. 44 (trad. L. de Liste) [Le Kerioklepte (Theocritus) - Pan aimait Ekko (Moskhos)], para canto y piano [Dos Idilios op. 44: Le Kérioklepte - Pan amaba a Ekhô].                                                                                          | Música vocal (piano)      | 03:00    |
| 1931    | s.op.   | A Flower given ro my daughter op. 44 (James Joyce), para canto y piano. | Música vocal (piano)      | 02:00    |
| 1931-32 | Opus 45 | Quatuor à cordes op. 45. | Música de cámara          | 20:00    |
| 1932-34 | Opus 46 | Preludio y Fuga op. 46, en homenaje a Bach, para piano. | Música solista (piano)    | 04:00    |
| 1932    | Opus 47 | Deux poèmes chinois (P. H. Roché) [Favorite abandonnée - Voix, de belles filles], para canto y piano [Dos poemas chinos op. 47: Favorita abandonada - Mira, hermosas muchachas].                                                                                         | Música vocal (piano)      | 03:00    |
| 1932    | Opus 48 | A Glorious Day op. 48, para banda. | Música orquestal          | 06:00    |
| 1932-33 | s.op.   | Le Testament de la Tante Caroline [ El testamento de la tía Carolina ], ópera bufa (hay una Suite-Fantaisie) (representada en checo en Olmütz el 14 nov 1936, y en París, Opera-Cómica en 1937).                                                                         | Ópera                     | 115:00   |
| 1933    | Opus 49 | Trois Pieces, op. 49, para piano [Toccata - Valse lent - Scherzo et trio]. | Música solista (piano)    | 08:00    |
| 1933-34 | Opus 50 | Deux mélodies (R. Chalupt) [Coeur en péril - L'heure du retour], para canto y piano [Dos melodías op. 50: La hora del regreso - Corazón en peligro]. | Música vocal (piano)      | 06:30    |
| 1934    | Opus 51 | Andante y Scherzo op. 51, para flauta y piano. | Música de cámara          | 05:00    |
| 1934    | Opus 52 | Sinfonietta op. 52. | Música orquestal          | 10:00    |
| 1934    | Opus 53 | Sinfonía n.º 4 op. 53. | Música orquestal          | 24:00    |
| 1934    | s.op.   | Pipe en Re mayor, para caramillo (flageolet,) y piano. | Música de cámara          | 01:00    |
| 1935    | Opus 54 | Aeneas [Eneas] (J. Weterings) op. 54, ballet con coros. | Ballet                    | 40:00    |
| 1935    | Opus 55 | Deux mélodies (G. Ville) [Vieilles cartes - Si quelquefois tu pleures], para canto y piano [Dos melodías op. 55: Mapas viejos, manos viejas - Si alguna vez lloras]. | Música vocal (piano)      | 03:00    |
| 1936    | Opus 56 | Rapsodie flamande [Rapsodia Flamenca] op. 56 (dedicada a Erich Kleiber). | Música orquestal          | 10:00    |
| 1936    | Opus 57 | Concertino para violonchelo y orquesta op. 57. | Música concertante        | 13:00    |
| 1936    | s.op.   | Prélude du 2ème acte du 14-Juillet, música de escena para el drama de R. Rolland (en colaboración) [Preludio del segundo acto del 14 de julio]. | Música de escena          | 05:00    |
| 1937    | Opus 58 | Trío n.º 3 op. 58 para violín, alto y violonchelo. | Música de cámara          | 14:00    |
| 1937    | s.op.   | Andante del Trío para oboe, clarinete y bajo (inacabada). | Música de cámara          | -        |
| 1937    | Opus 59 | Elpenor op. 59, poema radiofónico para flauta y cuarteto de cuerda. | Música radiofónica        | 08:00    |
| 1892    | s.op.   | Némissa (inacabada). | Ópera                     | -        |
|         | s.op.   | Septuor. | Música de cámara          | -        |
|         | s.op.   | Motetes. | Música vocal              | -        |
|         | s.op.   | Largo para violonchelo y piano. | Música de cámara          | -        |
|         | s.op.   | La canción del Arquero. | Música vocal (piano)      | -        |
|         | s.op.   | La espera. | Música vocal (piano)      | -        |
| 1936-37 | s.op.   | Le Téméraire (Joseph Weterings) [El temerario] (inacabada). | Ópera                     | -        |
| 1915-16 | s.op.   | El rey Tobol (Jean-Louis Vaudoyer) (inacabada, abandonada tras la guerra). | Ópera                     | -        |
| 1918    | s.op.   | Poème des Eaux (inacabada, abandonada tras la guerra). | Música orquestal          | -        |
|         | s.op.   | Dúo para tenor y barítono, a capela. | Música vocal a capela     | -        |